# Meizhouïta
La meizhouïta és un mineral de la classe dels fosfats que pertany al grup de la lazulita. Rep el nom dela ciutat de Meizhou, on es troba la localitat tipus d'aquesta espècie.

## Característiques
La meizhouïta és un fosfat de fórmula química Fe²⁺V³⁺₂(PO₄)₂(OH)₂. Va ser aprovada com a espècie vàlida per l'Associació Mineralògica Internacional en el mes de desembre de l'any 2024, i encara resta pendent de publicació. Cristal·litza en el sistema monoclínic.
L'exemplar que va servir per a determinar l'espècie, el que es coneix com a material tipus, es troba conservat a les col·leccions del Museu Geològic de la Xina, a Pequín (República Popular de la Xina), amb el número de catàleg: GMCTM2024006.

## Formació i jaciments
Va ser descoberta al dipòsit de Yushui, a uns 16 km al nord-est de Meizhou (Guangdong, República Popular de la Xina), sent aquest indret l'únic de tot el planeta on ha estat descrita aquesta espècie mineral.